# Дніпров Анатолій Семенович
Дніпров Анатолій Семенович (рос. Днепров Анатолий Семёнович; справжнє прізвище Гросс; нар. 1 квітня 1947 — 5 травня 2008) — радянський, американський та російський співак, музикант, композитор та поет-пісняр, виконавець у жанрі «російського шансону».

## Життєпис
Народився в Дніпропетровську. У 1963 році вступив до Дніпропетровського індустріальний технікум за спеціальністю майстра контрольно-вимірювальних приладів, а в 1964 році — в міське музичне училище імені Глінки.
У 1967—1970 роках служив в армії в складі ансамблю пісні і танцю МВС України та Молдови в Києві, потім працював піаністом у джаз-оркестрі Дніпропетровського трубопрокатного заводу імені Карла Лібкнехта.
У 1971 році закінчив музичне училище і оселився в Москві.
У 1979—1987 роках жив у Нью-Йорку. З 1987 року займався концертною діяльністю в СРСР.
Автор пісень «Вірменія», «Телефон довіри», «Єврейський хлопчик», «Росія», «Чарка ностальгії», «Ах, як шкода» та інших. Анатолій Дніпров також написав відому пісню про кохання «Радувати».
5 травня 2008 раптово помер.